# Phanos (bedrijf)

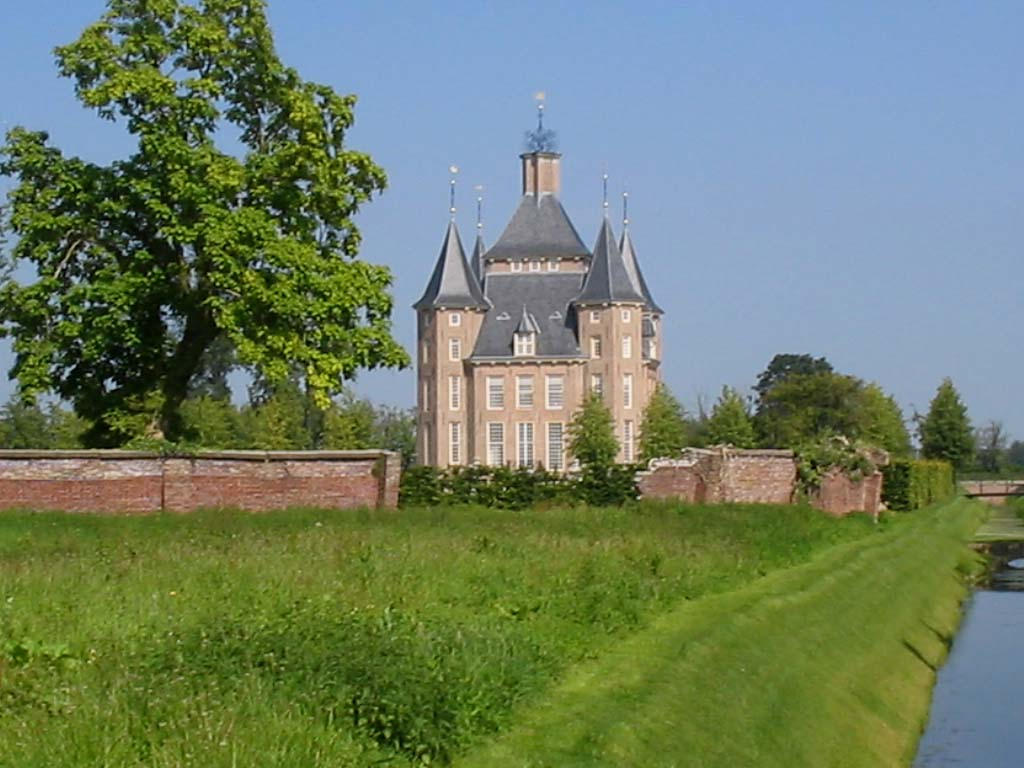
Kasteel Heemstede, hoofdkantoor Phanos

Phanos was een vastgoedonderneming uit Houten, die vastgoedconcepten ontwikkelde, realiseerde en exploiteerde. 

## Geschiedenis
Phanos werd opgericht door gemeenteambtenaar Geert Ensing, die in een paar jaar tijd een groot imperium wist op te bouwen.
Phanos begon in 1999 aan de restauratie van Kasteel Heemstede, dat in 1987 vrijwel volledig was uitgebrand en sindsdien ernstig verwaarloosd. In 2002 vestigde Phanos hier haar hoofdkantoor. 
Phanos was ook verantwoordelijk voor de bouw van het Drentse vakantiepark Hof van Saksen in 2007. Het ontwerp van Ensing met luxueuze Saksische boerderijtjes en veel voorzieningen bleek echter al snel veel te duur en de hoge huurprijzen van de huizen zorgden ervoor dat de animo beperkt bleef. In 2011 bleek het park zwaar verlies te leiden en moest het worden verkocht.
Met de economische crisis liep het bedrijf echter steeds meer betalingsachterstand op. Op 1 mei 2012 vroeg Phanos bij de rechtbank in Utrecht surseance van betaling aan voor zes bedrijfsonderdelen: Phanos NV, Phanos Vastgoed BV, Phanos Management BV, Phanos Westwijk BV, Phanos Finance II NV en Noorder Legmeer CV. Op 29 mei 2012 volgde hierop het faillissement van deze bedrijven. In de periode daarna ging een groot aantal bedrijven van Phanos failliet of werd verkocht. Phanos liet een schuld van ruim 500 miljoen euro na.

## FC Utrecht
Vanaf 2005 was Phanos hoofdsponsor van voetbalclub FC Utrecht. In 2007 kondigde Phanos aan FC Utrecht over te willen nemen voor een symbolische 1 euro, de begroting te verdubbelen en naast de A2 een nieuw stadion te bouwen van minimaal 36.000 plaatsen. In ruil hiervoor wilde het bedrijf 20 hectare grond hebben om appartementen en dergelijke te bouwen. Burgemeester en Wethouders vonden het geen goed idee om het pas gerenoveerde Stadion Galgenwaard na vijf jaar alweer te slopen, en wees het eerste plan af. Tot een overname kwam het niet, op 1 april werd bekend dat Frans van Seumeren FC Utrecht had overgenomen. Op 1 maart 2011 werd bekend dat Phanos het sponsorcontract -dat 1 juli 2011 afliep- niet zou verlengen. 

## Stadsblokken - Meinerswijk
Phanos lanceerde in 2008 plannen om in Arnhem een natuurgebied om te bouwen tot een woongebied. Het moest een "Manhattan aan de Rijn" worden. De gemeente en omwonende burgers zagen echter niks in de plannen. In 2012 ging het plan definitief van tafel.